# Margay
 Der er for få eller ingen kildehenvisninger i denne artikel, hvilket er et problem. Du kan hjælpe ved at angive troværdige kilder til de påstande, som fremføres i artiklen.

Margay (latin: Leopardus wiedii) er en vildkat, som lever i Mellem- og Sydamerika. Den holder til i regnskove fra Argentina i syd til Mexico i nord.
Den lever mest alene, og mødes kun når den skal parre sig.
| Dyr | Spire Denne artikel om dyr er en spire som bør udbygges. Du er velkommen til at hjælpe Wikipedia ved at udvide den. |